# Microsoft Office 2024
Microsoft Office 2024 – wersja pakietu biurowego Microsoft Office, następca Microsoft Office 2021. Premiera finalnej wersji pakietu odbyła się 16 września 2024 dla licencji zbiorczej LTSC, dla użytkowników detalicznych 1 października 2024. Wsparcie techniczne zakończy się z dniem 9 października 2029.
Pakiet obejmuje programy Word, Excel, PowerPoint, OneNote, Outlook. Dla użytkowników licencji zbiorczej w pakiecie znajduje się Access tylko na Windows. Publisher nie znalazł się w pakiecie, a zakończenie obsługi Publishera nastąpi po październiku 2026.

## Historia
W marcu 2024 Microsoft oficjalnie ogłosił, że planuje wydać nowy pakiet Office 2024 a w kwietniu 2024 udostępnił wersję zapoznawczą dla systemów Windows i Mac OS. 16 września 2024 wydana została wersja z licencją LTSC ze wsparciem od 18 września 2024 a 1 października ukazała się wersja dla użytkowników detalicznych.

## Innowacje
W pakiecie tym znalazł się m.in. nowy motyw domyślny działający na zasadzie Fluent Design, ulepszono narzędzia ułatwień dostępu do dokumentów, skoroszytów, e-maili i pokazów slajdów. Ułatwione zostało przenoszenie obrazów z telefonu z Androidem na komputer oraz dodano kilka funkcji przy obsłudze formatu OpenDocument (ODF) 1.4. W Excel'u dodano wiele nowych funkcji jak np. manipulowanie tekstem i tablicami w arkuszach, które ułatwiają dzielenie i wyodrębnianie ciągów tekstowych oraz łatwe łączenie i zmienianie kształtu, rozmiaru lub wybieranie tablic, ponadto wprowadzono wykresy dynamiczne w tablicach dynamicznych. W PowerPoincie dzięki programowi Cameo jest możliwe wstawienie transmisji na żywo podczas prezentacji slajdów oraz tworzenie klipu wideo programem Recording Studio. Ulepszono wyszukiwanie wiadomości e-mail, kalendarzy, kontaktów w Outlooku.

## Wymagania systemowe i wsparcie
Minimalne:
- Procesor: x86 lub 64-bitowy o częstotliwości 1,1 GHz lub szybszy 2-rdzeniowy dla PC, Intel lub Apple Silicon dla Mac OS
- 2 GB pamięci RAM (wersja 32-bitowa); 4 GB pamięci RAM (wersja 64-bitowa) i dla Mac
- 4 GB wolnego miejsca na dysku twardym lub pamięci flash dla PC, 10 GB dla Mac
- Ekran o rozdzielczości co najmniej 1024 × 768 pikseli dla PC, 1280 × 800 pikseli dla Mac
- System operacyjny: Windows 10, Windows Server 2022, Windows 11, Windows Server 2025(inne języki) (PC). Dla urządzeń ARM Windows 11. MacOS Ventura, MacOS Sonoma, MacOS Sequoia dla Mac[9]
- Karta graficzna zgodna z technologią DirectX 10 lub nowszym (PC).

Wsparcie techniczne wszystkich licencji pakietu dla Windows i Mac OS zakończy się 9 października 2029.